# Exocentrus alem-daghensis
Exocentrus alem-daghensis là một loài bọ cánh cứng trong họ Cerambycidae.